# Балашихинская хлопкопрядильная фабрика
Балаши́хинская хлопкопрядильная фабрика (БХПФ) — основанное в 1830 году предприятие текстильной промышленности, ставшее градообразующим для подмосковной Балашихи.

## История

### Дореволюционный период
В 1830 году по инициативе князя Ивана Николаевича Трубецкого, владельца окрестных земель, возле плотины реки Пехорки была открыта деревянная фабрика, занимающаяся изготовлением сукна. Эта дата считается датой основания всего города.
В 1831 на прошедшей выставке мануфактурных изделий были представлены первые образцы сукна с Балашихинской фабрики.
В 1844 году князь Иван Николаевич Трубецкой умер, а его сын Николай Иванович Трубецкой решил продать фабрику. Покупателем стал купец П. Т. Молошников. В 1846 году происходит перепрофилирование фабрики на изготовление хлопчатобумажных материалов, инициированное совладельцем, купцом П. Т. Молошниковым, совместно с вдовой Трубецкого.  В 1847 году деревянная фабрика сгорела, но на полученную страховку П.Т. Молошников отстроил кирпичное пятиэтажное здание, а на месте сгоревшего деревянного здания фабрики был построен трёхэтажный корпус для суконного производства. 
На месте бывшего сельца Блошино возникает современный пятиэтажный цех, где с 1850 года начинает осуществляться основное производство. Фабрика обзаводится европейским оборудованием, для обслуживания которого прибывает специалист Майкл Лунн, в дальнейшем вставший во главе производства на 45 лет. 
В 1874 году фабрику решили преобразовать в товарищество. Владелец предприятия П.П. Молошников пригласил для участия в деле И.И. Карзинкина, П.Г. Шелапутина, управляющего фабрикой М.С. Лунна и совладельца Зеленовской фабрики М.Д. Щеглова. 
С самого основания товарищества Павел Григорьевич Шелапутин руководил всеми делами производства, наращивая его и развивая. Если в 1875 году капитал фабрики составлял 600 тысяч рублей и на ней работали 905 рабочих, то уже через 11 лет на ней было занято 2 тысячи 687 работников, что позволило довести сумму годового производства до 3 миллионов рублей.
При Балашихинской фабрике Шелапутин построил дома для рабочих, больницу, потратил более 60 000 рублей на постройку дома призрения престарелых рабочих на 120 мест.
Фабричный посёлок по тем временам был достаточно велик. Здесь, помимо кирпичных рабочих казарм, располагались школа, больница, рабочее училище (прообраз нынешних ПТУ), богадельня имени П.Г. Шелапутина. К 1898 году посёлок при Балашихинской хлопкопрядильной фабрике насчитывал 9 каменных, кирпичных, 4-, 5-этажных казарм-общежитий. Казармы обогревались центральным паровым отоплением, которое поступало от котельной. Она в свою очередь отапливалась торфом, свозимым из деревни Чёрной и с Бисерова озера.
В 70-е годы XIX-го века в больнице при фабрике было 25 лечебных коек. Примерно тогда же напротив неё строят 2-этажные жилые дома для врачей и среднего медицинского персонала. В 1900-1904 годах к зданию пристраивают ещё один корпус. В нём размещают поликлинику и родильное отделение. Таким образом, количество коек увеличилось до сорока. В то же время в больнице работал всего один врач - Николай Иванович Девяткин. Но ему часто помогали студенты-медики из Москвы. Один из них - Д.Н. Атабеков - впоследствии стал профессором гинекологии в МОНИКИ.
Основные производственные сооружения и посёлок при фабрике построены по проекту архитектора А. Г. Вейденбаума. Фабрика в XIX веке стала одним из самых значительных в Московской губернии по величине производства предприятием за счёт использования заграничного опыта и самых лучших на тот момент машин и грамотной организации труда.

### После революции
В начале 1900-х годов фабрика испытывала экономический подъём. В 1918 году произошла национализация, по итогам которой первым красным директором стал Н. П. Четвериков. На производстве был открыт военный кружок, впоследствии преобразованный в отряд Красной гвардии при фабрике.
В 1926 году было закончено строительство электростанции, что позволило пустить электричество в дома сотрудников и фабричные помещения.
В 1930-х годах произошёл новый экономический виток производства.
В первой половине 2000-х годов производство было свёрнуто, фабрика закрыта, оборудование расхищено. В настоящее время помещения фабрики сдаются в аренду под коммерческие нужды.

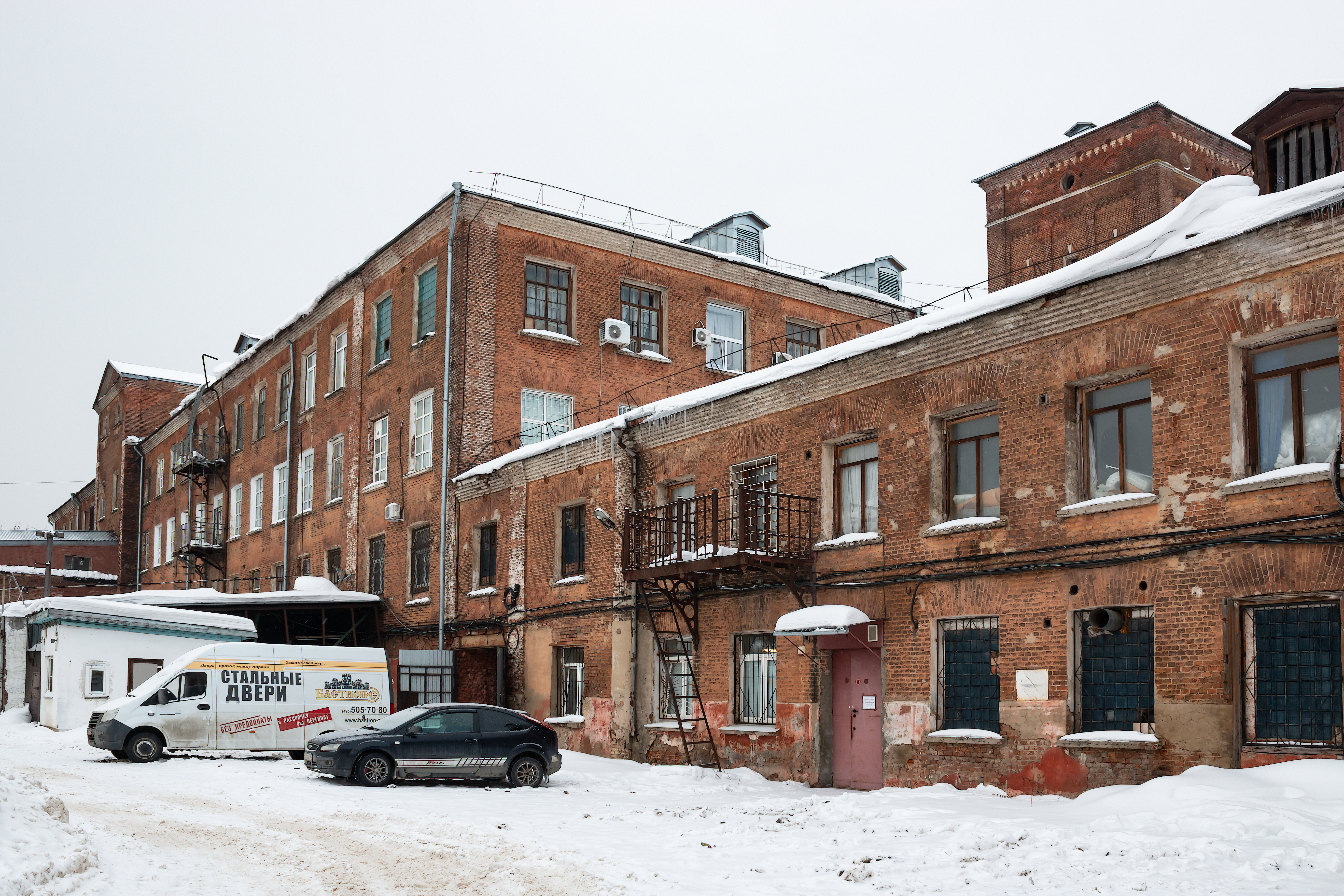
Балашихинская хлопкопрядильная фабрика. 2022-02-06

## Оборудование и рабочие
Первые паровые машины появились на производстве в 1830 году — сразу при открытии. Количество рабочих мест составляло 464 единиц, а годовой оборот фабрики — 140 тысяч рублей.
В 1844 году рабочими было изготовлено более 16 тысяч аршин сукна и тика, что подняло оборот до 287 тысяч рублей.
В 1850 году, после перевода фабрики в новый цех, производство было оснащено двумя паровыми двигателями (по 47 л. с.) и водяным приводом (15 л. с.). Фабрика состояла из 128 машин, имевших около 10 тысяч веретен, и располагала 510 рабочими местами. Оборот составлял 129 тысяч серебряных рублей.
В 1875 году производство насчитывало 22 тысячи веретен с оборотом 600 тысяч рублей. Годовой оборот превысил отметку в 1 миллион в 1879 году, когда на фабрике трудилось более 900 рабочих.
За последующие годы производство совершило гигантский прорыв, к 1890 году насчитывая более 2600 рабочих мест и в три раза увеличив годовой оборот.
В начале 1900-х годов годовое производство равнялось почти 5 миллионам рублей. В 1915 году на фабрике функционировало 180 тысяч веретен. Но уже в 1918 году из этого числа осталось лишь 40 тысяч веретен.
В середине 1950-х годов фабрика ежегодно производила около 10 тысяч тонн пряжи. В 1958 году была осуществлена модернизация, ознаменовавшаяся полной механизацией наиболее энергозатратных процессов и поставкой современного оборудования.
В 2021 году на исторической территории Балашихинской хлопкопрядильной мануфактуры, признанной объектом культурного наследия федерального значения, реализуется проект реконструкции с целью создания современного арт-квартала «Фабрика». Здесь начал работу музей. А благоустройство сквера у фабрики станет частью реализации программы «Формирование современной комфортной городской среды».